# Polinomio a valori interi
In matematica, un polinomio a valori interi è un polinomio {\displaystyle P(x)} a coefficienti razionali tale che {\displaystyle P(n)} è un numero intero per ogni intero {\displaystyle n}. Tutti i polinomi a coefficienti interi sono a valori interi, ma non viceversa: ad esempio, il polinomio
{\displaystyle {\frac {x(x+1)}{2}}={\frac {1}{2}}x^{2}+{\frac {1}{2}}x}
è a valori interi ma i suoi coefficienti non sono interi.

## Classificazione
Tutti i polinomi nella forma
{\displaystyle P_{k}(x)={\frac {x(x-1)\cdots (x-k+1)}{k\cdot (k-1)\cdots 1}}}
sono polinomi a valori interi, perché per ogni intero {\displaystyle t} il valore di {\displaystyle P_{k}(t)} è uguale al coefficiente binomiale {\displaystyle {\binom {t}{k}}}, che è un numero intero.
Pólya dimostrò nel 1919 che tutti i polinomi a valori interi derivano da questi: più precisamente, se {\displaystyle P(x)} è un polinomio a valori interi allora esistono dei coefficienti interi {\displaystyle a_{0},\ldots ,a_{n}} (univocamente determinati) tali che
{\displaystyle P(x)=a_{0}+a_{1}P_{1}(x)+\cdots +a_{n}P_{n}(x)}.
Dal punto di vista algebrico, questo implica che l'insieme dei polinomi a valori interi è un gruppo abeliano libero, e l'insieme {\displaystyle \{1,P_{1}(x),P_{2}(x),\ldots \}} è una sua base.
La dimostrazione di questo teorema è effettuata attraverso il metodo delle differenze finite.
L'insieme dei polinomi a valori interi è anche un anello, che è strettamente contenuto tra i due anelli dei polinomi {\displaystyle \mathbb {Z} [x]} e {\displaystyle \mathbb {Q} [x]} dei polinomi a coefficienti (rispettivamente) interi e razionali, ed è generalmente indicato come {\displaystyle \mathrm {Int} (\mathbb {Z} )}. Dal punto di vista algebrico, questo anello è un dominio di Prüfer di dimensione 2; in particolare, non è noetheriano. I suoi ideali primi possono essere classificati attraverso i completamenti delle localizzazioni di {\displaystyle \mathbb {Z} } rispetto ai suoi ideali primi.

## Generalizzazioni
Il concetto di polinomio a valori interi può essere generalizzato a qualsiasi dominio d'integrità {\displaystyle D}: l'insieme {\displaystyle \mathrm {Int} (D)} dei polinomi a valori interi su {\displaystyle D} è formato dai polinomi {\displaystyle P(x)} a coefficienti nel campo dei quozienti {\displaystyle K} di {\displaystyle D} tali che {\displaystyle P(d)\in D} per ogni {\displaystyle d\in D}. La struttura di {\displaystyle \mathrm {Int} (D)} come {\displaystyle D}-modulo e come anello è strettamente legata alle proprietà algebriche di {\displaystyle D}. Ad esempio, se {\displaystyle D} è un dominio noetheriano, allora {\displaystyle \mathrm {Int} (D)} è un dominio di Prüfer se e solo se {\displaystyle D} è un dominio di Dedekind i cui campi residui sono finiti. È anche possibile che {\displaystyle \mathrm {Int} (D)} coincida semplicemente con l'anello dei polinomi {\displaystyle D[x]}, come ad esempio nel caso in cui i campi residui di {\displaystyle D} siano infiniti.
È inoltre possibile considerare non sono polinomi, ma più in generale funzioni razionali o funzioni intere a valori interi, così come è possibile considerare polinomi che hanno più di una indeterminata. Ad esempio, se {\displaystyle V} è un dominio di valutazione discreta e {\displaystyle \pi } è un elemento che genera il suo ideale massimale, allora
{\displaystyle P(x)={\frac {x}{\pi +x^{2}}}}
è una funzione razionale che è a valori interi su {\displaystyle V} (ovvero {\displaystyle f(t)\in V} per ogni {\displaystyle t\in V}).
Infine, queste costruzioni possono essere considerate considerando polinomi (o funzioni razionali) che abbiano valori interi solo su un sottoinsieme {\displaystyle E\subseteq D} o, ancora più in generale, su un insieme {\displaystyle E} che è contenuto in un campo che contiene anche {\displaystyle D}; ovvero, è possibile considerare l'insieme
{\displaystyle \mathrm {Int} (E,D)=\{P(x)\in K[x]\mid P(t)\in D\mathrm {~per~ogni~} t\in E\}},
dove {\displaystyle K} è il campo dei quozienti di {\displaystyle D}. In questo caso, le proprietà di {\displaystyle \mathrm {Int} (E,D)} dipendono sia dalle proprietà di {\displaystyle D} che da quelle di {\displaystyle E}.